# Żytnia (wieś w obwodzie briańskim)
Żytnia (ros. Житня) – wieś (dieriewnia) w Rosji, w obwodzie briańskim, w rejonie poczepskim. W 2010 liczyła 212 mieszkańców.